# Levan Kobiashvili
Levan K'obiashvili (em georgiano:  ლევან კობიაშვილი; Tiblíssi, 10 de julho de 1977) é um ex-futebolista georgiano.
Nos tempos de URSS, seu nome era russificado para Levan Zurabovich Kobiashvili (Леван Зурабович Кобиашвили, em russo).
Em 5 de outubro de 2015 elegeu-se presidente da Federação Georgiana de Futebol.